# Amsacta sanguinolenta
Amsacta sanguinolenta là một loài bướm đêm thuộc phân họ Arctiinae, họ Erebidae.